# Królowa Różańca Świętego (czasopismo)
Królowa Różańca Świętego – katolickie czasopismo dla osób modlących się na różańcu i nowenną pompejańską. Ukazywało się od 2012 roku jako kwartalnik, od 2015 miało pięć wydań w roku, a od 2016 roku jest dwumiesięcznikiem.

## Tematyka
Pismo podejmuje szeroko pojętą tematykę różańcową, odnosząc się do świętych i błogosławionych oraz nauczania Kościoła, a także w oparciu o świadectwa czytelników, reportaże i felietony. W czasopiśmie publikują m.in. ks. Józef Orchowski, ks. Andrzej Skoblicki, Stanisława Gamrat, Lidia Wajdzik, Magdalena Buczek, Marek Woś, Krzysztof Jędrzejewski. 
Z czasopismem związany jest ruch „Apostolat Nowenny Pompejańskiej”, nakierowany na propagowanie różańca w formie tej nowenny. Patronem ruchu jest bł. Bartłomiej Longo. 
W czasopiśmie ukazują się cyklicznie artykuły poświęcone sanktuariom maryjnym Polski. Opisano m.in. ośrodki kultu w Przeworsku, Rychwałdzie, Jasieniu, Starej Wsi, Kodniu, Staniątkach, Janowie Lubelskim, Dąbrowie Górniczej.

## Zespół redakcyjny
- asystent kościelny: ks. Jan Glapiak
- redaktor naczelny: Marek Woś
- zastępca: Stanisława Gamrat